# Clemente Micara
Clemente Micara, född 24 december 1879 i Frascati, död 11 mars 1965 i Rom, var en italiensk kardinal och ärkebiskop. Han var kardinalvikarie från 1951 till 1965.

## Biografi
Clemente Micara studerade vid bland annat Gregoriana, Påvliga Lateranuniversitetet och Påvliga diplomatiska akademin och prästvigdes den 20 september 1902.
I maj 1920 utnämnde påve Benedikt XV Micara till titulärärkebiskop av Apamea di Siria. Micara biskopsvigdes den 8 augusti samma år av kardinal Pietro Gasparri. Han tjänstgjorde därefter som nuntie i bland annat Tjeckoslovakien och Belgien.
Den 18 februari 1946 upphöjde påve Pius XII Micara till kardinalpräst med Santa Maria sopra Minerva som titelkyrka. Senare samma år blev han kardinalbiskop av Velletri. Kardinal Micara deltog i konklaven 1958, vilken valde Johannes XXIII till ny påve, och i konklaven 1963, som valde Paulus VI.